# Sciophila minuta
Sciophila minuta är en tvåvingeart som beskrevs av Zaitzev 1982. Sciophila minuta ingår i släktet Sciophila och familjen svampmyggor. Arten har ej påträffats i Sverige. Inga underarter finns listade i Catalogue of Life.